# Sigdo Koppers
Sigdo Koppers est un conglomérat chilien fondé en 1960, et faisant partie de l'IPSA, le principal indice boursier de la bourse de Santiago du Chili. Le groupe opère sur trois continents (Amérique, Europe, Asie-Pacifique) et est présent dans trois secteurs d'activités (services, industrie et commerce)

## Historique
- 2011 : rachat de Magotteaux (Belgique)[1].